# Dit is mijn stad
Dit is mijn stad is een single van de Nederlandse zanger Bastiaan Ragas uit 2007. Het stond in hetzelfde jaar als tweede track op het album Zin.

## Achtergrond
Dit is mijn stad is geschreven door Chris Pot en D.M. Meijsing en geproduceerd door Fluitsma & Van Tijn. Het is een nederpoplied waarin de zanger vertelt over zijn stad, waar hij zich welkom en thuis voelt. Het is de eerste single van zijn eerste Nederlandstalige album. 

## Hitnoteringen
Het lied bereikte de twee grootste hitlijsten van Nederland. In de Top 40 kwam het tot de negentiende plaats in de drie weken dat het in deze lijst stond. De piekpositie in de Single Top 100 was de 33e plaats in de zeven weken dat het in die hitlijst stond.